# Восток (Котельницький район)
Восто́к (рос. Восток) — селище у складі Котельницького району Кіровської області, Росія. Входить до складу Зайцевського сільського поселення.
Населення становить 160 осіб (2010, 201 у 2002).
Національний склад станом на 2002 рік — росіяни 97 %.